# Charlie Huber
Charlie Huber (* 13. Mai 1988 in Pfaffenhofen an der Ilm, Deutschland als Georg Huber) ist ein ehemaliger deutsch-neuseeländischer Eishockeyspieler, der seit 2015 erneut beim Botany Swarm in der New Zealand Ice Hockey League spielt.  

## Karriere
Charlie Huber, der im bayerischen Pfaffenhofen an der Ilm geboren wurde, kam bereits in jungen Jahren nach Neuseeland und begann seine Karriere als Eishockeyspieler dort beim South Auckland Swarm (seit 2007: Botany Swarm), für den er in der New Zealand Ice Hockey League auf dem Eis stand. 2007, als er als wertvollster Spieler des Endspiels gegen die Canterbury Red Devils ausgezeichnet wurde, 2008, 2010 und 2011 gewann er mit der Mannschaft aus Auckland die neuseeländische Landesmeisterschaft. 2012 wechselte er in die Australian Ice Hockey League zu den Adelaide Adrenaline und wurde in seiner ersten Spielzeit als bester Neuprofi der Liga ausgezeichnet. Nach drei Jahren in der Hauptstadt von South Australia kehrte er 2015 nach Auckland zurück und ließ seine Karriere beim Botany Swarm ausklingen.

### International
Mit der Nationalmannschaft Neuseelands nahm Huber nach seiner Einbürgerung an den Weltmeisterschaften der Division II 2010, 2011, 2013 und 2014, als er der beste Vorlagengeber des Turniers war, teil.

## Erfolge und Auszeichnungen
- 2007 Neuseeländischer Meister mit dem Botany Swarm und wertvollster Spieler des Endspiels
- 2008 Neuseeländischer Meister mit dem Botany Swarm
- 2010 Neuseeländischer Meister mit dem Botany Swarm
- 2011 Neuseeländischer Meister mit dem Botany Swarm
- 2012 Rookie of the Year der Australian Ice Hockey League
- 2014 Bester Vorlagengeber bei der Weltmeisterschaft der Division II, Gruppe B

## Statistik
(Stand: Ende der Saison 2015)